# My Nephew Emmett
My Nephew Emmett ist ein US-amerikanischer Kurzfilm aus dem Jahr 2017 unter Regie von Kevin Wilson, Jr. Der Film war bei der 90. Oscarverleihung für  den Oscar in der Kategorie „Bester Kurzfilm“ nominiert.

## Inhalt
Der Mord an dem 14-jährigen Emmett Till 1955 in Mississippi wird aus der Sicht seines Onkels erzählt.